# Laterallus tuerosi
Laterallus tuerosi е вид птица от семейство Rallidae. Видът е застрашен от изчезване.

## Разпространение
Видът е разпространен около езеро Хунин в Перу.